# Светла Вассілева
Светла Вассілева (9 вересня 1965, Добрич, НРБ) — болгарська оперна співачка (сопрано).

## Біографія
Народилася 9 вересня 1965 року у Добричі. Закінчила Національну музичну академію (Софія). 
Регулярно виступає в Королівській опері Ковент-Гарден, Віденській державній опері, Ла Скала в Мілані, а також в оперних театрах багатьох міст світу.